# Martine Laroche-Joubert
 (janvier 2018).
Si vous disposez d'ouvrages ou d'articles de référence ou si vous connaissez des sites web de qualité traitant du thème abordé ici, merci de compléter l'article en donnant les références utiles à sa vérifiabilité et en les liant à la section « Notes et références ».
Martine Laroche-Joubert, née Martine Gabarra le 7 mars 1947 à Tartas dans les Landes, est une journaliste française. Depuis 1984, elle est grand reporter au service étranger de France 2.

## Biographie

### Famille
Martine Gabarra nait le 7 mars 1947 à Tartas dans les Landes, du mariage de Jean Gabarra, diplomate, et de Jeanne Peyré. Elle passe une partie de son enfance au Maroc où son père travaille comme contrôleur civil pour moderniser l'administration traditionnelle dans le protectorat français au Maroc, après avoir suivi les cours de l'École nationale d'administration (promotion 1949).
En 1968, elle épouse Patrick Laroche-Joubert qui deviendra un publicitaire dirigeant de grands groupes américains et français. Une année après la célébration de son mariage, Martine Laroche-Joubert donne naissance à sa première fille, Alexia Laroche-Joubert, qui sera productrice d'émissions télévisées.
Elle divorce en 1973 et vit ensuite avec le journaliste Michel Thoulouze dont elle a un fils, Constant. Quelques années plus tard, Michel Thoulouze épouse Patricia Ricard (fille du matador César Girón et petite-fille de l'industriel Paul Ricard), présidente de l'Institut océanographique Paul-Ricard, dont il a une fille, Mathilde.

### Formation
Rentrée en France après la fin du protectorat en 1956, elle entreprend des études de droit et de sciences politiques après son baccalauréat. Elle est titulaire d’une maîtrise en droit et ancienne élève de l’Institut d’études politiques de Paris (section service public).

### Carrière professionnelle
Elle commence sa carrière au Quotidien de Paris avant d’entrer à la télévision (Antenne 2) dans une émission de culture rock Un jour futur. Engagée au journal d’Antenne 2 dans le service Société, elle couvre les grands faits divers et notamment la mort de Jacques Mesrine par la police à Paris.
Depuis 1984, elle travaille au service étranger de France 2 comme grand reporter. Elle intègre le service de politique étrangère et se spécialise dans les zones de conflits : Afrique (Rwanda, ex-Zaïre, Afrique du Sud, Éthiopie, Somalie) ; Moyen-Orient (Libye, Syrie, Irak avec les deux guerres du Golfe, Palestine, Gaza, Israël, Liban) ; Asie Centrale (Afghanistan, Cachemire) ; Europe (Sarajevo, Bosnie) ; Caraïbes (Haïti). Elle est en duplex lors de la libération de Nelson Mandela en 1990. À Bagdad, ou plus récemment à Tripoli et à Alep, elle s'aventure dans des zones en guerre.
Correspondante de France 2 au bureau de New York de 2006 à 2009, elle  passe ensuite plusieurs mois en reportage en Chine. Depuis 2011, elle couvre les révolutions des pays arabes en Libye et en Syrie.
Elle est productrice et réalisatrice de nombreux documentaires.
En 2019, elle fait paraître ses mémoires sous le titre Une femme au front.

## Filmographie
- 2002 : Réalisatrice de Pakistan : le pays de tous les dangers , documentaire de 52 min diffusé sur France5.
- 2001 : Réalisatrice de Une mort sans importance diffusé sur Planète. 52 min
- 1998- 2001 : Rédactrice en chef et réalisatrice de documentaires de 52 min diffusés dans le magazine Géopolis :
  - Cameroun, le signe du Crabe
  - Ile Maurice : un paradis peut-être
  - Caucase : les guerres du pétrole
  - Cachemire : l’envers du paradis
  - Irak : la malédiction du pétrole
  - Afrique du Sud : Alexandra, mon amour, ma colère
- 1994-1997 : Productrice  et réalisatrice de Kilomètre Zéro une série de 11 documentaires d’aventures de 52 min diffusés sur France 2 :
  - La Route des lucioles noires
  - La Route de Marilyn
  - La Route de Gandhi
  - La Route de Dracula

## Distinctions et décorations
- 2025 :  Commandeur de l'ordre des Arts et des Lettres (directement nommée au grade de commandeur)[9]
- 2014 : Le Laurier du Grand reportage pour ses reportages  en Syrie et en Centrafrique sur France 2, le 17 février 2014[10].
- 2012 : Le Micro d’or du meilleur reportage sportif pour les « boxeuses de Kaboul ».
- 2011 : Le Prix franco-allemand du journalisme pour « une opérette à Ravensbruck ».
- 2002 : Le Ithème du meilleur documentaire pour « Une mort sans importance », celle d’Isabelle Achour, une amie rencontrée à Sarajevo et assassinée en Serbie.
- 1997 : Le Prix des lycéens à Bayeux pour « La route de l’enfer » dans l’ ex-Zaïre.
- 1990 : Prix Pierre Mille
- Ordre national du mérite.

## Publications
- Une femme au front : Mémoires d'une reporter de guerre, Le Cherche-Midi, coll. « Documents », 2019, 208 p. (ISBN 978-2-7491-6091-7 et 2-7491-6091-X).